# Икарус 215
Икарус 215 је југословенски двомоторни авион, вишеседи лаки бомбардер и тренажни авион мешовите конструкције, прототип полетео 1949. године. Није се серијски производио. Прототип служио за тренажу пилота и као авион за везу.

## Пројектовање и развој
Икарус 215 је пројектовао конструктор инж. Душан Станков, а изворно је био пројектован пре Другог светског рата као Змај Р-1 вишенаменски авион ловац – бомбардер - извиђач али је редизаниран с обзиром на расположиве моторе и намену. Прототип је полетео 1949. године. 
Авион је био мешовите конструкције, двомоторни нискокрилац са посадом од два до четири члана (у зависности од намене авиона). Главни точкови стајног трапа су се увлачили у кућиште мотора уназад, док се репни није увлачио. Прототип Икаруса 215 су покретала два линијска клипна мотора Рангер СВГ-770 Ц-Б1, са дванаест цилиндара ваздухом хлађена. Крила авиона су имала дрвену конструкцију обложену шпером, била су трапезастог облика а крајеви крила су били заобљени. Конструкција трупа авиона је била овалног облика направљен од дуралуминијума пресувучен дрвеном лепенком.

## Оперативно коришћење
Авион Икарус 215 није серијски произвођен. Током тестирања утврђено је да овај авион неће моћи да одговори основној намени (лаки двомоторни бомбардер), томе је такође допринео непредвидиво брз развој ловачко бомбардерске авијације која преузима улогу средњих бамардера. Прототип авиона Икарус 215 је углавном коришћен као школски тренажни за обуку пилота бомбардера и као авион за везу. Повучен из употребе 1957. године.

## Земље које су користиле овај авион
- Југославија-ФНРЈ/СФРЈ